# زملول بركاني
زملول بركاني (الاسم العلمي: Exobasidium vulcanicum) هو نوع من الفطريات يتبع جنس الزملول من الفصيلة الزملولية.